# Georg Sattler
Georg Sattler (Monaco di Baviera, 17 aprile 1917 – Lommel, 30 agosto 1944) è stato un militare e aviatore tedesco, asso della specialità da bombardamento della Luftwaffe durante la seconda guerra mondiale. Decorato con la croce di cavaliere della croce di ferro con fronde di quercia, la croce dell'ordine militare della croce tedesca in oro, la croce di ferro di prima classe, e con la coppa d'onore della Luftwaffe.

## Biografia

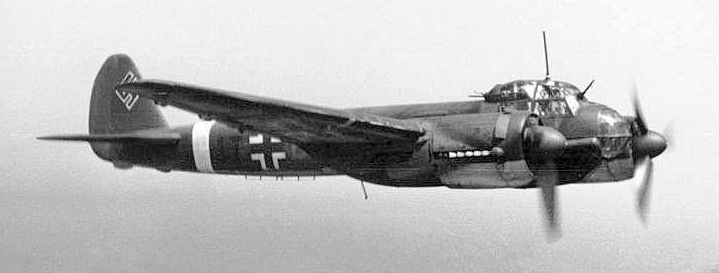
Un bombardiere Junkers Ju 88 in volo.

Nacque a Monaco di Baviera il 17 aprile 1917. Di professione argentiere, nel 1935 decise di arruolatosi nella Luftwaffe ed effettuò il normale addestramento al pilotaggio, e con il grado di leutnant, nel settembre 1940, in piena seconda guerra mondiale, fu assegnato al I Gruppo del Lehrgeschwader 1, allora equipaggiata con i bimotori Junkers Ju 88A. All'inizio della battaglia d'Inghilterra il suo reparto era di stanza sulla base aerea di Barth, in Pomerania, e all'inizio dell'inverno 1940-1941 fu trasferito in un aeroporto della Francia settentrionale per effettuare missioni di bombardamento sulla Gran Bretagna. Nel febbraio 1941 il reparto fu ridislocato dapprima in Romania, e poi in Bulgaria, sulla base aerea di Krumovo, in vista dell'inizio dell'operazione Marita, cioè l'invasione della Jugoslavia e della Grecia.
Il 6 aprile, giorno di inizio dell'attacco, eseguì tre missioni, una contro le fortificazioni del passo di Struma, una contro il quartier generale dell'esercito jugoslavo a Skopje e una contro una fabbrica di munizioni a Krusevac. Insignito della Croce di Ferro di seconda e di prima classe, dopo la resa della Jugoslavia le operazioni aeree si concentrarono contro la Grecia, in particolare contro i porti dove si stava reimbarcando il corpo di spedizione inglese. Il 14 aprile, durante un bombardamento sul porto del Pireo, centrò con le sue bombe un mercantile da 6.000 tonnellate provocandone l'affondamento, mentre il giorno dopo centrò, ed affondo, una grande nave mercantile da 18.000 tonnellate. Durante il volo di rientro attaccò a volo radente l'aeroporto di Eleftis, mitragliando un gruppo di caccia inglesi in fase di decollo per intercettare gli aerei tedeschi. dalla metà del mese di maggio questo aeroporto divenne sede del  Lehrgeschwader 1, partecipando alla successiva invasione dell'isola di Creta (Operazione Merkur). Il 21 maggio con uno Ju 88 di un altro pilota, armato con una bomba SC 1400 da 1.400 kg, attaccò e danneggiò gravemente un incrociatore inglese, centrato sul ponte tanto che la nave si dovette momentaneamente arrestare in preda a vasti incendi. Insignito della Fibbia di Bronzo per volo di guerra, dopo la caduta di Creta il suo reparto eseguì alcuni bombardamenti e lanci di mine navali contro il porto di Alessandria d'Egitto,  dove attirò il fuoco nemico per favorire lo sgancio del carico bellico da parte degli altri bombardieri. Per questa azioni fu insignito della Croce al valore di prima classe e la Medaglia dell'aviazione reale bulgara, oltre alle fibbie per volo di guerra in argento e oro.
Dopo la caduta in mano agli inglesi della piazzaforte di Tobruk, gli aerei dello LG 1 nel settembre 1941 eseguirono numerose missioni di minamento delle acque del porto, risparmiando le installazioni portuali in vista del loro immediato riutilizzo da parte delle forze dell'Asse. Mandato in licenza, fu messo a disposizione della Junkers Flugzeug und Motorenwerke AG per la messa a punto delle tecniche di bombardamento in picchiata da parte degli Ju 88. Rientrato in linea a Eleftis nel mese di dicembre, il suo reparto eseguì missioni a cadenza quotidiana contro il traffico navale alleato, e in alternativa attaccando aeroporti, depositi e traffico stradale e ferroviario o altri bersagli di rilevanza strategica.  Nel gennaio 1942 raggiunse le 100 missioni attaccando e danneggiando con una bomba SC 500 caduta nella fiancata un incrociatore nemico in navigazione a nord-est di Tobruk. Il 12 febbraio, dopo aver evitato all'ultimo minuto di attaccare con una nave ospedale inizialmente scambiata per una nave da trasporto truppe, in alternativa lanciò il suo carico bellico di 2.000 kg contro un accampamento nemico vicino a Sidi El-Barrani. Il 22 febbraio eseguì due attacchi contro l'aeroporto di Luqa, a Malta, e il giorno dopo uno contro la base navale di Hal Far. Nella notte tra il 23 e il 24 febbraio attaccò nuovamente Luqa, rimannedo in volo sull'aeroporto per circa un'ora a media quota, e lanciando una singola bomba contro un aereo nemico in fase di atterraggio. Inquadrato dai proiettori e inseguito da un caccia notturno nemico egli riuscì a fuggire a tutta velocità verso la Sicilia, e per questo fatto fu insignito della Coppa d'onore della Luftwaffe. Nel mese di giugno lo I./LG.1 fu trasferito sull'aeroporto di Iraklion, da dove partecipò alle operazioni di contrasto al passaggio di un grande convoglio navale diretto a Malta (15-16 giugno). Nel corso della grande battaglia centrò con tre bombe SC 250 un cacciatorpediniere nemico affondandolo. Tolto dalla linea di combattimento dopo questa battaglia, fu incaricato di trasferire gli aerei dal Luftpark di Salonicco al suo reparto. Dopo l'inizio dell'operazione Torch venne richiamato in servizio attivo a Catania, assegnato a una forza aerea che doveva proteggere i convogli navali che trasportavano rifornimenti dapprima a Bengasi e successivamente in Tunisia. Il 23 gennaio 1943 gli aerei dello I./LG 1 attaccarono la base aerea di Bona, in Algeria. Insignito dell'Ordine militare della Croce Tedesca in oro, della medaglia italo-germanica della Campagna d'Africa e della fascia da manica di Creta.
Prese successivamente parte alle operazioni di contrasto allo sbarco alleato in Sicilia (Operazione Husky) e poi, dopo la firma dell'armistizio dell'8 settembre 1943 e la capitolazione del Regno d'Italia, a quelle dello sbarco di Anzio. Proprio nella notte dello sbarco alleato ad Anzio il suo reparto venne trasferito sull'aeroporto di Aviano da dove iniziò subito le missioni belliche. Nella notte del 24 gennaio colpì una nave mercantile da 3.000 tonnellate superando l'intenso fuoco di sbarramento, sotto lo sguardo del feldmaresciallo von Richtofen, e il giorno 29 centrò in pieno un'altra nave da 5.000 tonnellate. Decorato con la Croce di Cavaliere della Croce di Ferro, nella notte tra il 12 e il 13 giugno 1944, nella sua 196 missione danneggiò una nave da 3.000 tonnellate. Promosso oberleutnant, con funzioni di staffelkapitän, venne trasferito sul fronte settentrionale per contrastare gli sbarchi alleati in Normandia. Il 30 agosto perse la vita durante una missione di addestramento all'utilizzo della nuova versione dello Ju 88, la S. A bordo dell'aereo si trovavano, oltre ai membri dell'equipaggio, altri tre passeggeri, e lo Ju 88S si schiantò al suolo non lontano dal luogo dove era decollato, con la morte di tutti gli occupanti. Alla memoria vennero aggiunte le fronde di quercia dalla Croce di Cavaliere della Croce di Ferro.

### Fonti
1. 1 2  Gibertini 2021, p. 42.
2. 1 2  Lexikon der Wechmacht.
3. 1 2 3  Gibertini 2021, p. 43.
4. 1 2 3  Gibertini 2021, p. 44.
5. ↑  Shores, Cull, Malizia 1987, p. 242.
6. 1 2  Gibertini 2021, p. 45.
7. 1 2 3 4  Gibertini 2021, p. 46.
8. 1 2 3 4  Gibertini 2021, p. 47.
9. 1 2 3 4 5 6 7 8 9 10 11 12 13  Gibertini 2021, p. 48.
10. 1 2 3 4 5 6 7 8  Traces of War.